# Mohamed Camara (voetballer, geboren 2000)
Mohamed Camara (Bamako, 6 januari 2000) is een Malinees voetballer, die doorgaans speelt als centrale middenvelder. Camara maakt sinds 2022 deel uit van het eerste elftal van AS Monaco. Camara maakt sinds 2019 deel uit van de nationale ploeg.

## Clubcarrière
Camara is een jeugdspeler van AS Real Bamako. In de winter van 2018 maakte hij de overstap naar FC Liefering. Van januari 2019 tot juni 2019 werd hij uitgeleend aan TSV Hartberg. Op 30 maart 2019 maakte hij zijn debuut in de Bundesliga. 35 minuten voor tijd kwam hij Michael Blauensteiner vervangen in de met 0–2 verloren wedstrijd tegen FC Wacker Innsbruck. In de zomer van 2019 maakte Camara de overstap naar Red Bull Salzburg.
Op 18 februari 2021 werd Camara door de UEFA voor drie maanden geschorst van alle club- en internationale voetbalactiviteiten, na een dopingonderzoek uitgevoerd door de UEFA waarin Camara positief testte na het innemen van een medicijn tegen hoogteziekte dat was voorgeschreven door de Malinese nationale teamarts.
Op 14 augustus 2022 maakte Monaco bekend dat Camara een vijfjarig contract tekende bij de club.
Camara raakte in opspraak toen hij in mei 2024 een logo tegen onder meer homofobie op zijn shirt had bedekt met tape.

## Clubstatistieken
| Seizoen | Club              | Competitie | Competitie | Competitie | Beker | Beker | Internationaal | Internationaal | Totaal | Totaal |
| Seizoen | Club              | Competitie | Wed.       | Dlp.       | Wed.  | Dlp.  | Wed.           | Dlp.           | Wed.   | Dlp.   |
| ------- | ----------------- | ---------- | ---------- | ---------- | ----- | ----- | -------------- | -------------- | ------ | ------ |
| 2017/18 | FC Liefering      | 2. Liga    | 15         | 1          | 0     | 0     | –              | –              | 15     | 1      |
| 2018/19 | FC Liefering      | 2. Liga    | 14         | 2          | 0     | 0     | –              | –              | 14     | 2      |
| 2018/19 | TSV Hartberg      | Bundesliga | 7          | 0          | 0     | 0     | –              | –              | 7      | 0      |
| 2019/20 | FC Liefering      | 2. Liga    | 6          | 1          | 0     | 0     | –              | –              | 6      | 0      |
| 2019/20 | Red Bull Salzburg | Bundesliga | 13         | 1          | 1     | 0     | 2              | 0              | '16    | 1      |
| 2020/21 | Red Bull Salzburg | Bundesliga | 3          | 0          | 1     | 1     | 2              | 0              | 6      | 1      |
| Totaal  | Totaal            | Totaal     | 58         | 5          | 2     | 1     | 4              | 0              | 64     | 6      |

Bijgewerkt op 1 oktober 2020.

## Interlandcarrière
Camara doorliep de jeugdreeksen van de nationale ploeg. Op 13 oktober 2019 maakte Camara zijn debuut voor de nationale ploeg in de met 2–1 verloren wedstrijd tegen Zuid-Afrika. Op 17 november 2019 scoorde hij voor het eerst in de met 0–2 gewonnen wedstrijd tegen Tsjaad.